# Большой Разданский мост
Большой Разданский мост (арм. Մեծ Հրազդանյան կամուրջ) более известный как Киевский мост (мост Киевян) (арм. Կիևյան կամուրջ) — арочный мост через реку Раздан в Ереване. Соединяет улицу Ленинградян с улицей Киевян, административными районами Арабкир и Ачапняк, обеспечивая связь между центром города с северными районами и с автомагистралью Аштарака.
Перекинут над глубоким ущельем. Длина моста составляет 335 м, высота — 60,5 м.

## История
Торжественное открытие состоялось 12 мая 1956 года.
Авторы проекта — доктор технических наук В. В. Пинаджян, инженер Н. А. Словинский и архитектор Г. Агабабян.

## Галерея

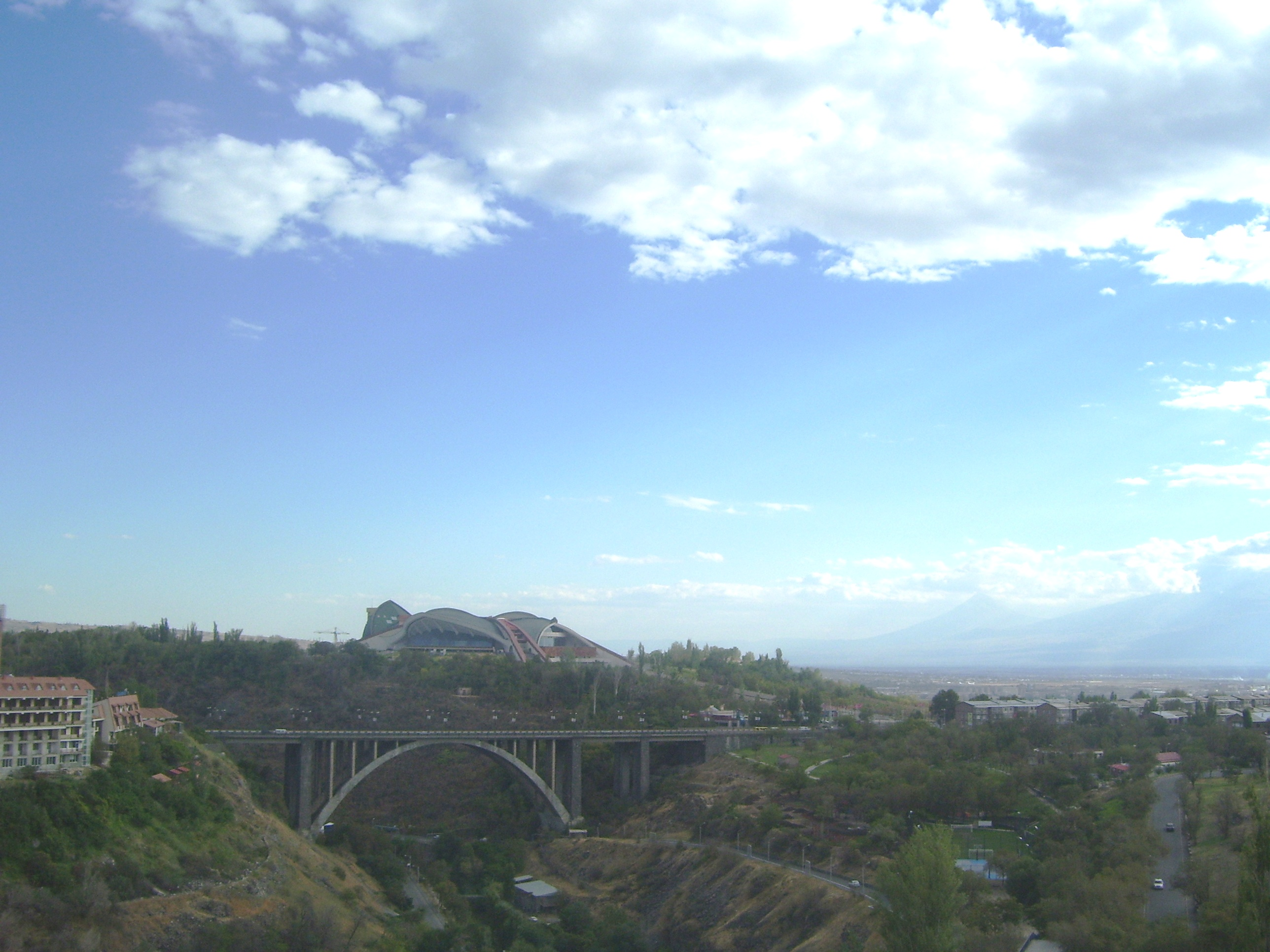
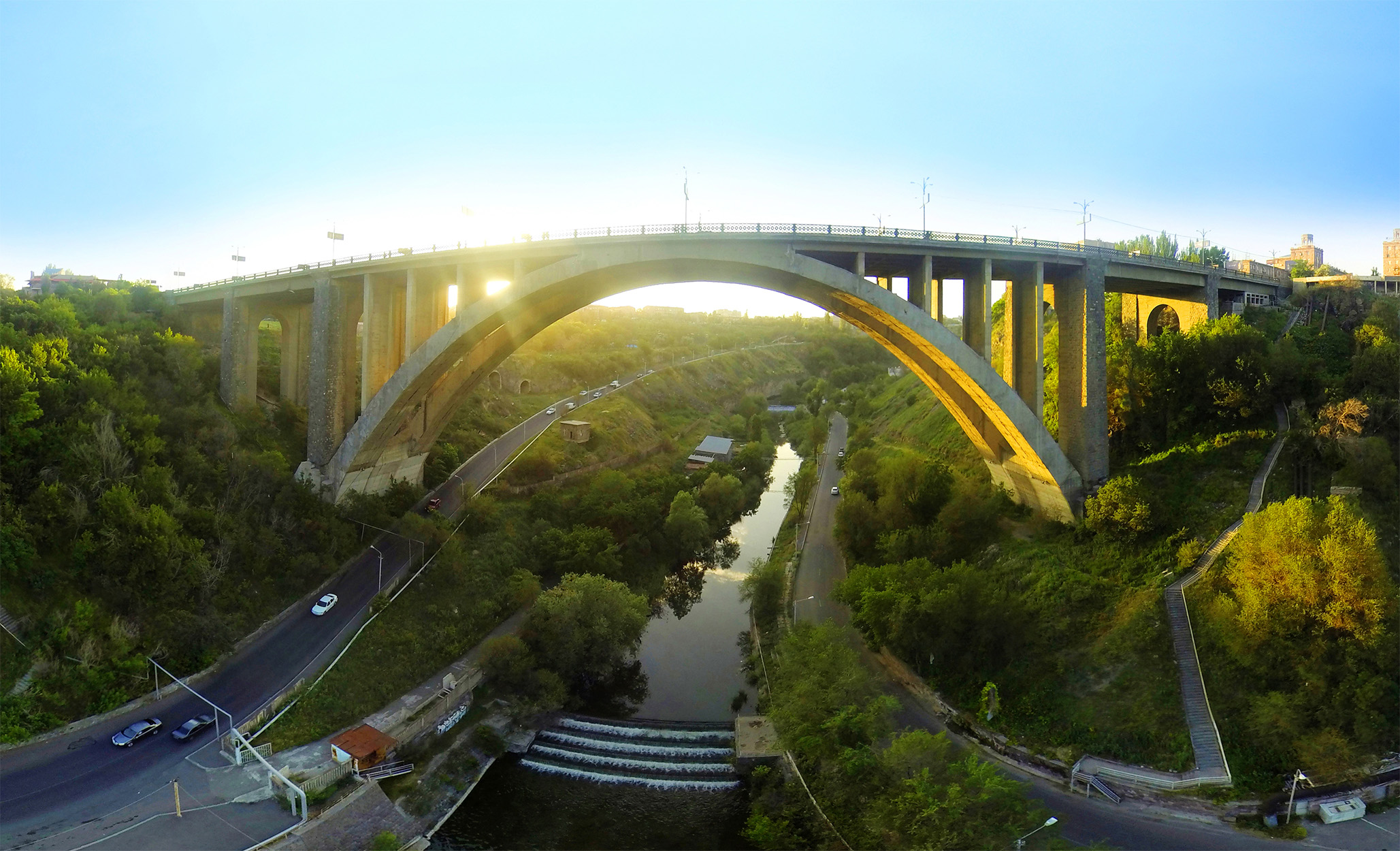
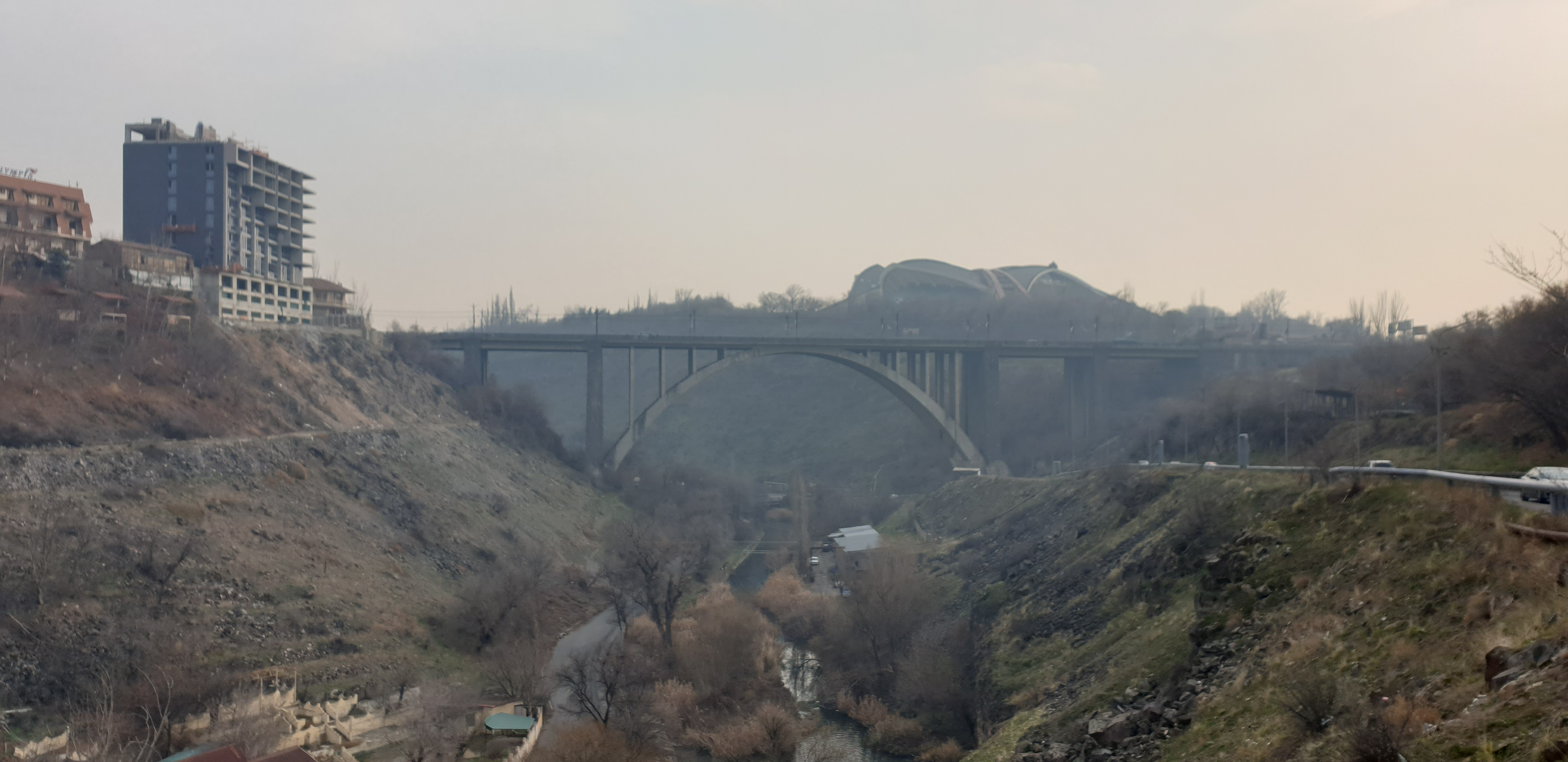
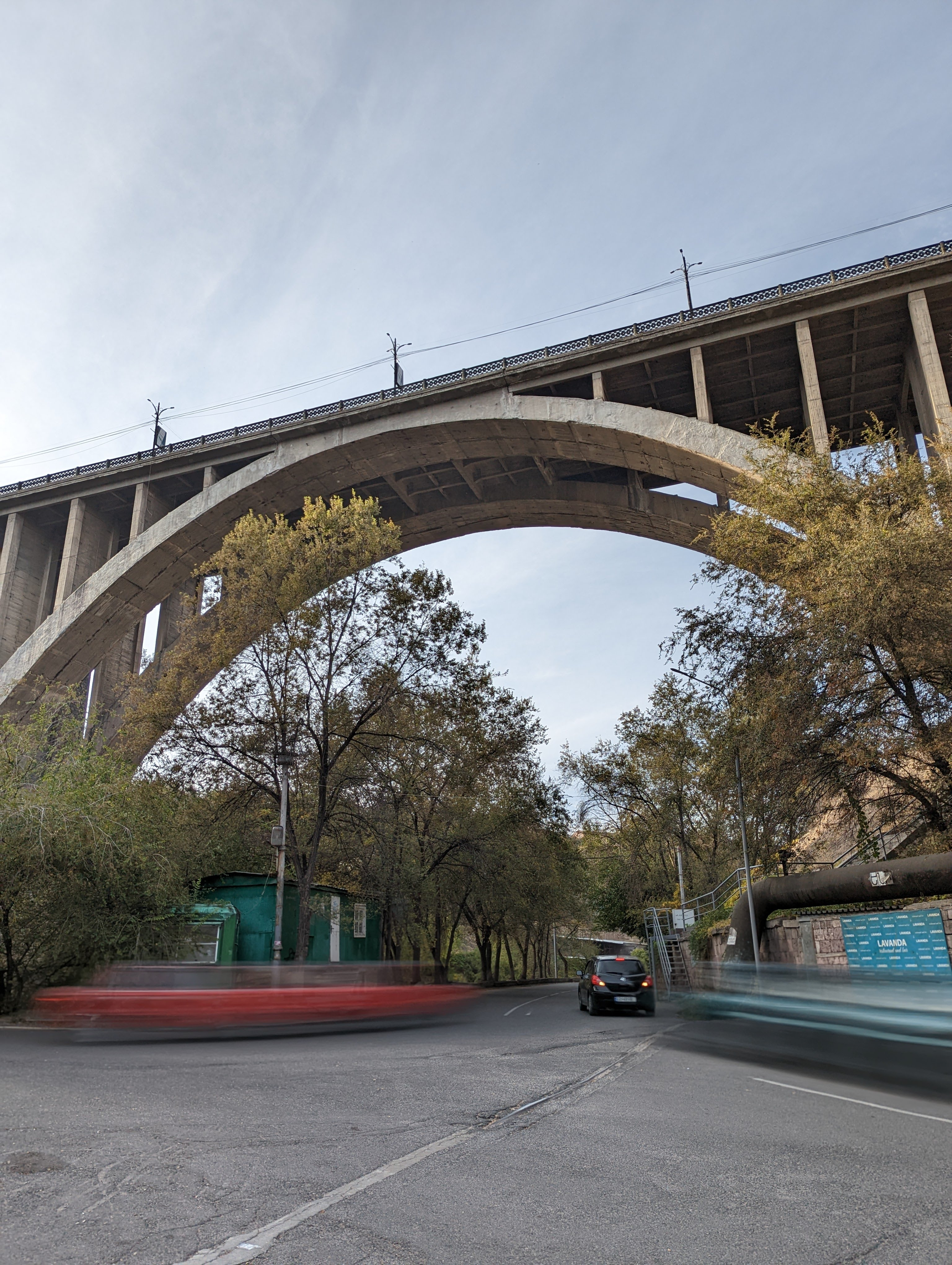